# Alberello

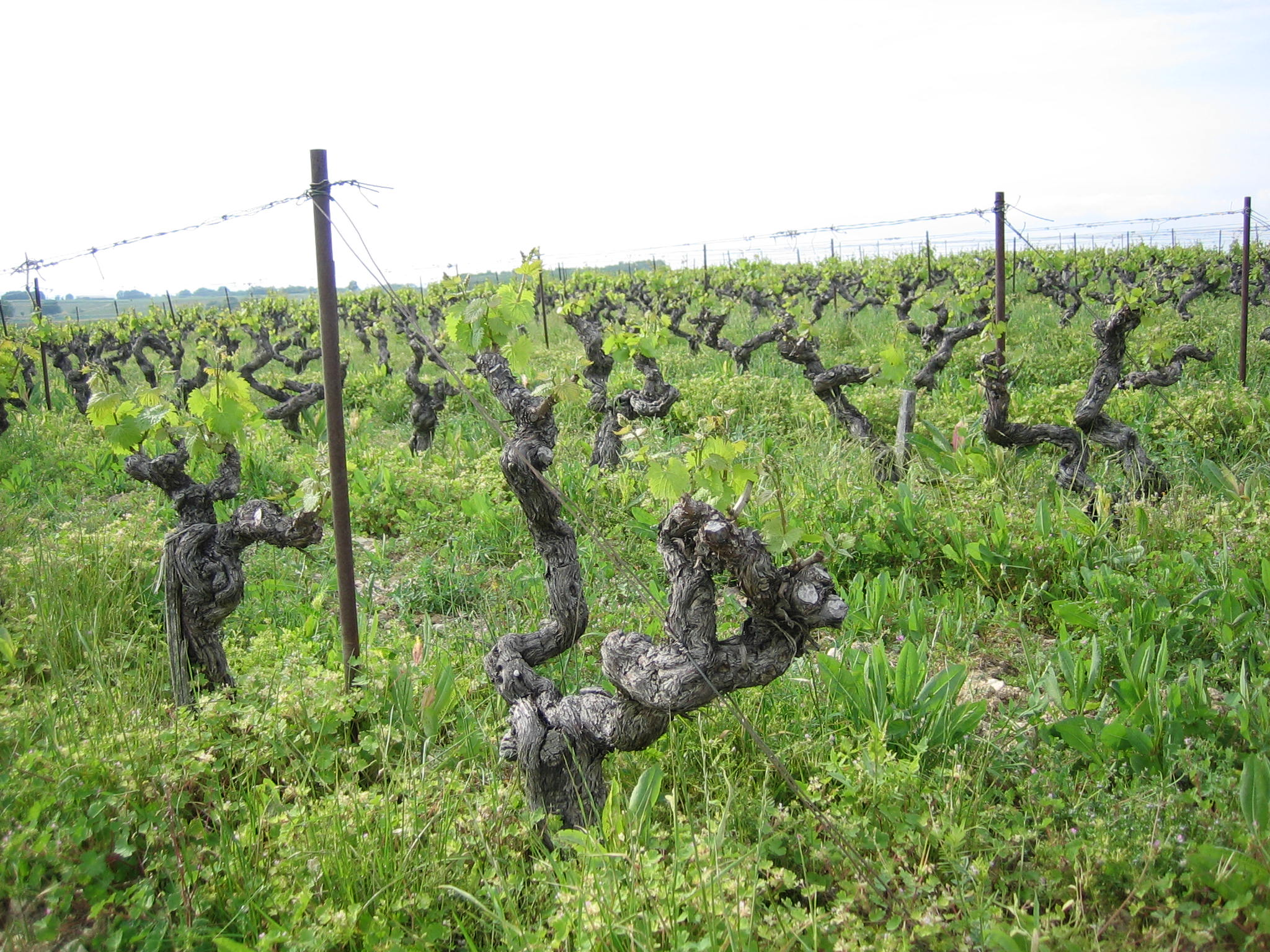
Un vecchio vigneto ad alberello nella regione de Gaillac (Francia)

L'alberello è una delle forme di allevamento della vite tradizionalmente impostata nei piccoli vigneti in condizioni di limitata disponibilità idrica o nutrizionale o di clima sfavorevole. La forma di allevamento ha origini molto antiche e fortemente associata alla tradizione viticola delle regioni mediterranee. In generale è caratterizzata da uno sviluppo contenuto della pianta e da un limitato carico di gemme, 40-55 000 ad ettaro.
Per estensione, il termine è adottato in giardinaggio anche per fare riferimento a forme di allevamento specifiche di piante ornamentali arbustive o cespugliose.

## L'alberello in viticoltura

### Diffusione

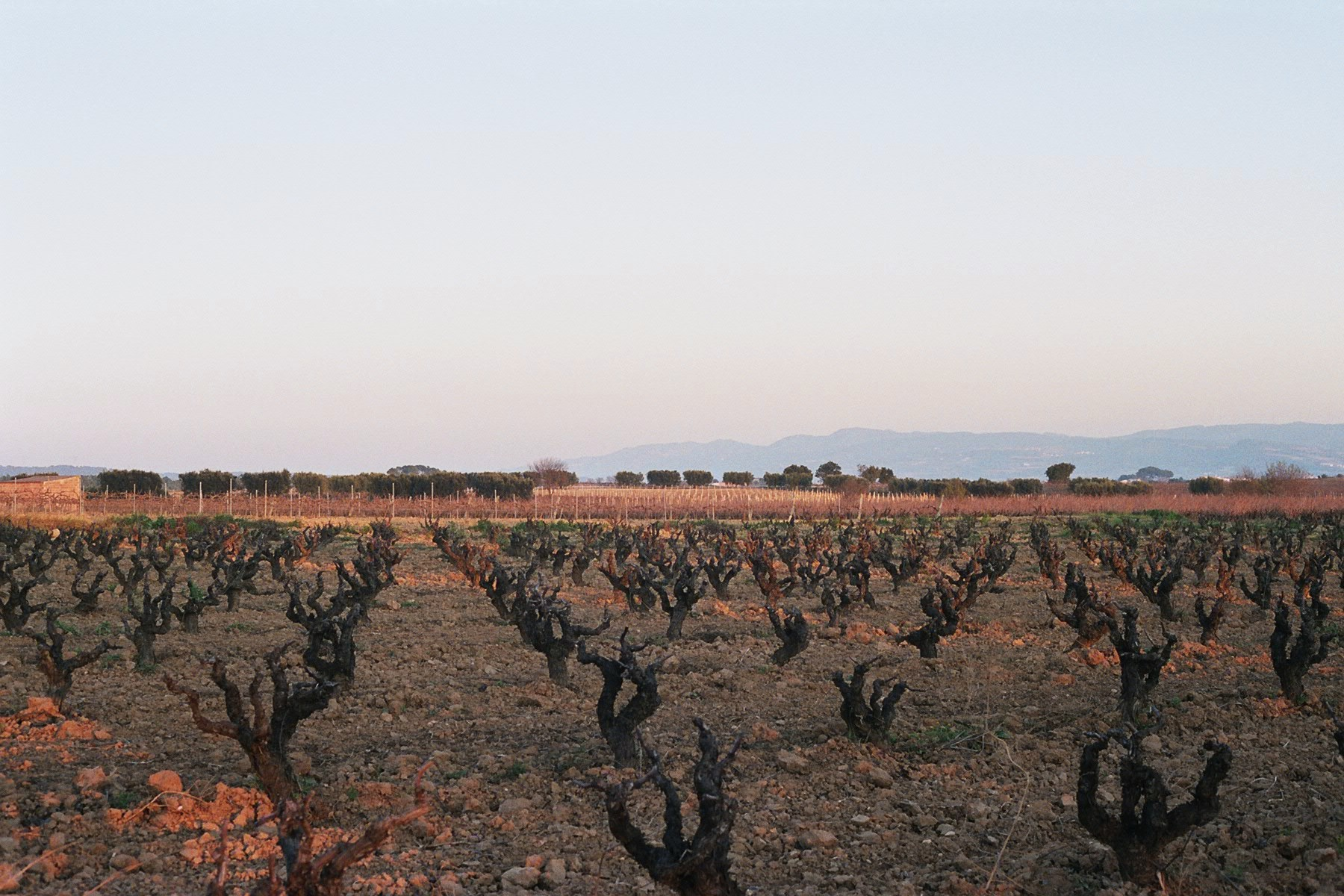
Vigneto ad alberello in Catalogna (Spagna)

La vite ad alberello è diffusa in varie regioni dell'Europa e del Nordafrica laddove le condizioni ambientali rappresentano un fattore limitante che influisce sullo sviluppo della pianta. I principali fattori ambientali che condizionano tale scelta sono i seguenti:
- basse temperature (Germania, Francia settentrionale);
- clima caldo-arido (Spagna, Italia, Grecia, Nordafrica).

In Italia, l'alberello è una forma di allevamento diffusa in particolare nelle regioni meridionali e nelle isole, in vigneti non irrigui, sia in pianura sia in collina, e in vigneti di collina su terreni di bassa fertilità. Condizioni strutturali tradizionali che hanno influito sulla scelta di questa forma di allevamento sono la limitata estensione del vigneto e il basso livello di meccanizzazione, tipiche dei vigneti a conduzione familiare e integrati nella piccola proprietà contadina, la destinazione dell'uva alla vinificazione, il limitato fabbisogno di investimento per quanto concerne i sostegni.
Nella viticoltura specializzata e, soprattutto, con l'adozione dell'irrigazione, quando le condizioni climatiche non costituiscono un fattore limitante, l'alberello viene abbandonato a favore di forme di allevamento in parete (cordoni, spalliere o controspalliere) o, meno frequentemente, a tendone, in grado di offrire rese più alte e di integrarsi meglio con la meccanizzazione. In casi specifici, che fanno riferimento a vini di particolare pregio, per i quali è di particolare importanza la risultante fra condizioni pedologiche specifiche, sistema di potatura e sistema di allevamento, l'alberello continua ad essere considerato un elemento di preferenza. In questi casi sulla scelta del sistema verte anche il criterio della qualità specifica del prodotto finale.
Nella vite da mensa, alla quale tradizionalmente si sono destinati terreni con maggiore vocazione agronomica, secondo i criteri della frutticoltura, l'alberello ha sempre avuto, in generale, un'importanza marginale, risultando migliori i sistemi di allevamento in parete o a tendone. La vite da mensa allevata ad alberello ha tuttavia avuto una significativa diffusione in diverse località della Sicilia.
All'inizio degli anni ottanta, i vigneti ad alberello coprivano circa il 20% della superficie nazionale investita a viticoltura, pari a circa 280 000 ha, di cui oltre la metà distribuiti nell'Italia insulare e tre quarti fra Italia meridionale e insulare. Questo dato conferma il criterio determinante nella scelta di questa forma di allevamento in Italia, basato principalmente sul clima caldo-arido e sul regime di aridocoltura adottato nella viticoltura tradizionale. Va peraltro rilevato che nell'Italia settentrionale l'alberello, forma rarissima, faceva la sua comparsa significativa in Valle d'Aosta, interessando il 5% della superficie viticola regionale. In questo caso la scelta dell'alberello era probabilmente imposta dalle basse temperature, analogamente a quanto si riscontra nella fascia settentrionale dell'areale di coltivazione della vite in Europa.
Un altro dato interessante che evidenzia l'evoluzione della viticoltura specializzata in Italia è la notevole riduzione delle superfici investite ad alberello dall'inizio degli anni settanta all'inizio degli anni ottanta, passando dal 42% al 20%, in gran parte assorbita da un incremento della superficie investita a controspalliera.

### Sesto di impianto
L'alberello è caratterizzato in generale da un limitato sviluppo sia in altezza sia in volume, perciò si presta all'adozione con sesti di impianto stretti. Per il ridotto sviluppo, l'illuminazione non rappresenta, infatti, un fattore limitante, perciò in assenza di meccanizzazione e in condizioni di fertilità si adottavano anche sesti in quadrato piuttosto stretti, da 90x90 a 100x100 (in cm), o anche irregolari, in ogni modo con densità di impianto dell'ordine di 10000 viti ad ettaro o più. La distanza fra le viti era condizionata soprattutto dal metodo di lavorazione: i sesti stretti si adattavano alla lavorazione integralmente manuale o con il ricorso alla trazione animale con l'uso del cavallo o dell'asino, mentre sesti più larghi erfno necessari con la trazione animale con l'uso di una coppia di buoi. Condizioni sfavorevoli di disponibilità idrica o nutrizionale rendevano eventualmente consigliabile l'ampliamento del sesto d'impianto e la riduzione della densità.
Con l'introduzione della meccanizzazione si è resa necessaria l'adozione di sesti a rettangolo o a quinconce e l'ampliamento dell'interfila, con distanze fra le file variabili da 120 a 250 cm, secondo il tipo di meccanizzazione adottata: le file strette sono infatti adatte alle lavorazioni con motocoltivatori, quelle più ampie sono necessarie per lavorazioni effettuate con macchine operatrici trainate o portate dal trattore agricolo. La distanza sulla fila dipende essenzialmente dalle condizioni ambientali e pedologiche, ma in generale si assesta sull'ordine dei 100–120 cm. In definitiva le densità di impianto dei vigneti ad alberello più recenti, in condizioni ordinarie, variano da minimi di 3000 a massimi di 8000 ceppi ad ettaro.

### Tipologia
In generale, l'alberello, nel tipo a vaso, è un sistema di allevamento che prevede la formazione di un tronco di 20-100 cm di altezza, suddiviso alla sommità in 3-4 branche relativamente corte, portanti uno o più tralci. Questi vengono rinnovati ogni anno, tagliandoli in modo da lasciare 1-3 gemme (potatura corta). Le viti non sono sostenute da una palificazione a fili, oppure si fa ricorso ad un sistema piuttosto semplice, a 1-2 fili, ma più frequentemente si ricorre a tutori singoli, spesso costituiti da materiale di facile reperimento, come ad esempio le canne.
L'alberello presenta diverse varianti, in relazione a condizioni ambientali pedoclimatiche e ad usi e costumi locali. Il criterio di differenziazione si basa fondamentalmente sul tipo di potatura, ovvero sul numero di gemme lasciate, sul numero di branchette, sullo sviluppo in altezza del tronco e, naturalmente, sulle caratteristiche del vitigno. Il Pàstena cita i seguenti tipi:

#### Alberelli a potatura cortissima
Adottato in passato in Calabria e Sicilia è oggi del tutto abbandonato. Le denominazioni di questo tipo, facenti capo ad usi locali, erano testa di salice, capitozza, testa di cavolo.
Questo sistema prevedeva il taglio cortissimo degli speroni, ridotti a monconi, in modo che la vegetazione sia sviluppata dalle gemme della corona, e si presta solo per i vitigni che producono tralci fertili da queste gemme (es. Carignan, Sangiovese, Zibibbo di Pantelleria).

#### Alberelli a potatura corta

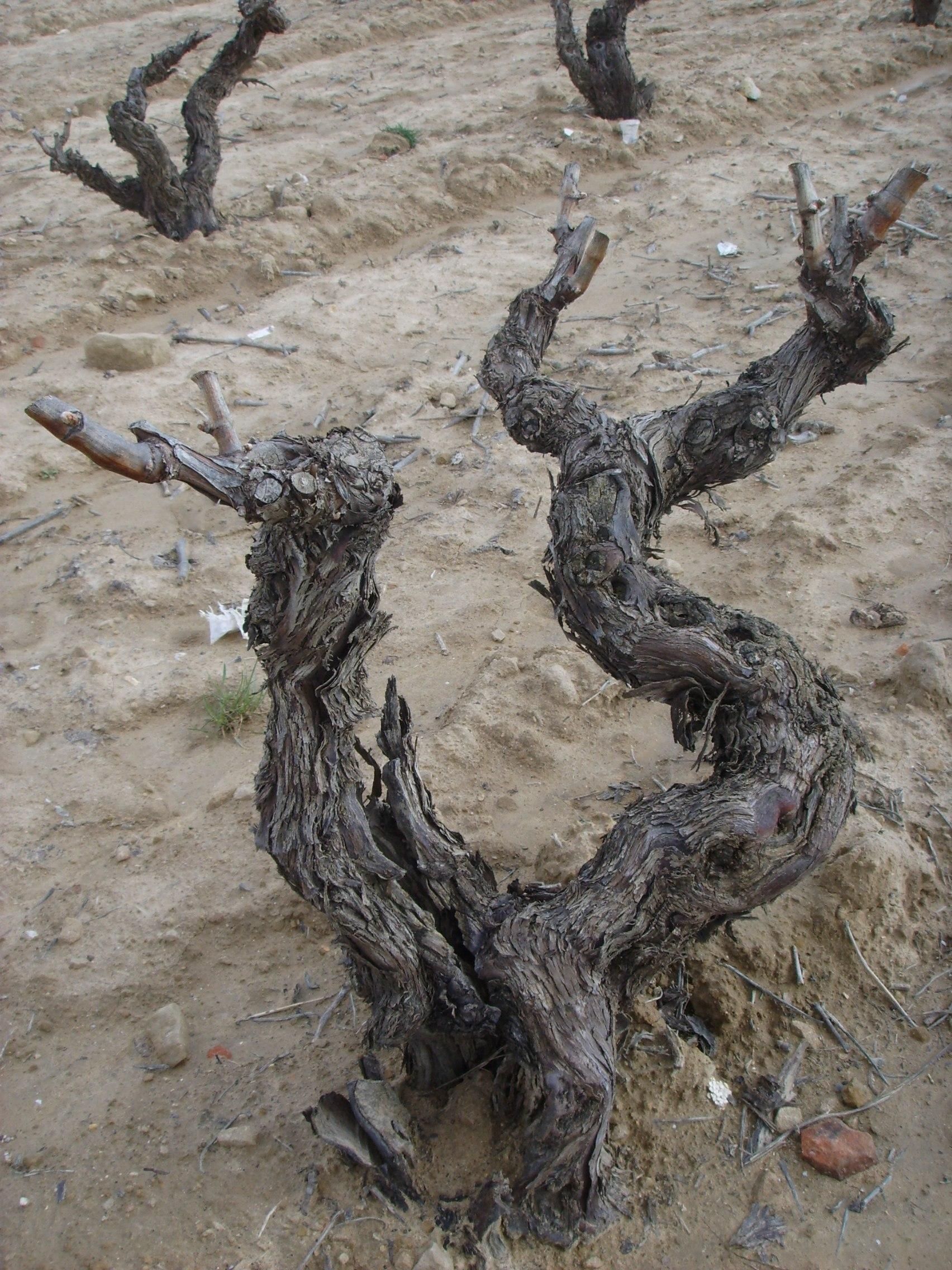
Alberello a potatura corta, con speroni a 2 gemme (Paesi Baschi, Spagna)

È il tipo più diffuso, in grado di fornire buoni risultati in terreni poveri e con viti in grado di fruttificare sui tralci emessi dalle prime gemme basali. L'altezza del tronco varia dai 10 cm dell'alberello pantesco ai 40–50 cm dell'alberello a vaso. Secondo il tipo e gli usi locali, il tronco si divide alla sommità in 2-5 branche, più o meno lunghe, ciascuna portante 1-3 speroni. Su ogni sperone vengono lasciate, secondo il vitigno e le condizioni pedologiche, da 1 a 3 gemme basali. Le gemme della corona non vengono sfruttate, fatta eccezione, talvolta, per l'alberello pantesco, che sfrutta la tendenza alla fruttificazione da queste gemme nello Zibibbo di Pantelleria.
Le varianti riconducibili a questo tipo sono le seguenti:
- Alberello a vaso: largamente diffuso è il tipo più rappresentativo, con tronco relativamente alto e suddiviso in da 3-5 branche orientate a raggiera.
- Alberello pantesco: in uso a Pantelleria, quasi esclusivamente con viti di Zibibbo di Pantelleria, ha tronco molto corto e 4-10 branche piuttosto lunghe, con speroni cortissimi (massimo 2 gemme).
- Alberello siciliano o alberello pugliese o alberello a orecchie di lepre: in uso in alcune località della Sicilia orientale e nell'Italia meridionale (Puglia e Calabria), è caratterizzato da due sole branche, ciascune portanti un solo sperone con 1-3 gemme.
- Alberello a ventaglio: è caratterizzato dalla presenza, in genere, di tre branche disposte su un unico piano parallelo al senso dei filari, ciascuna portante uno o più speroni potati a due gemme. La particolarità di questa variante consiste nello sviluppo della chioma in parete, emulando una spalliera bassa.

#### Alberelli a potatura mista

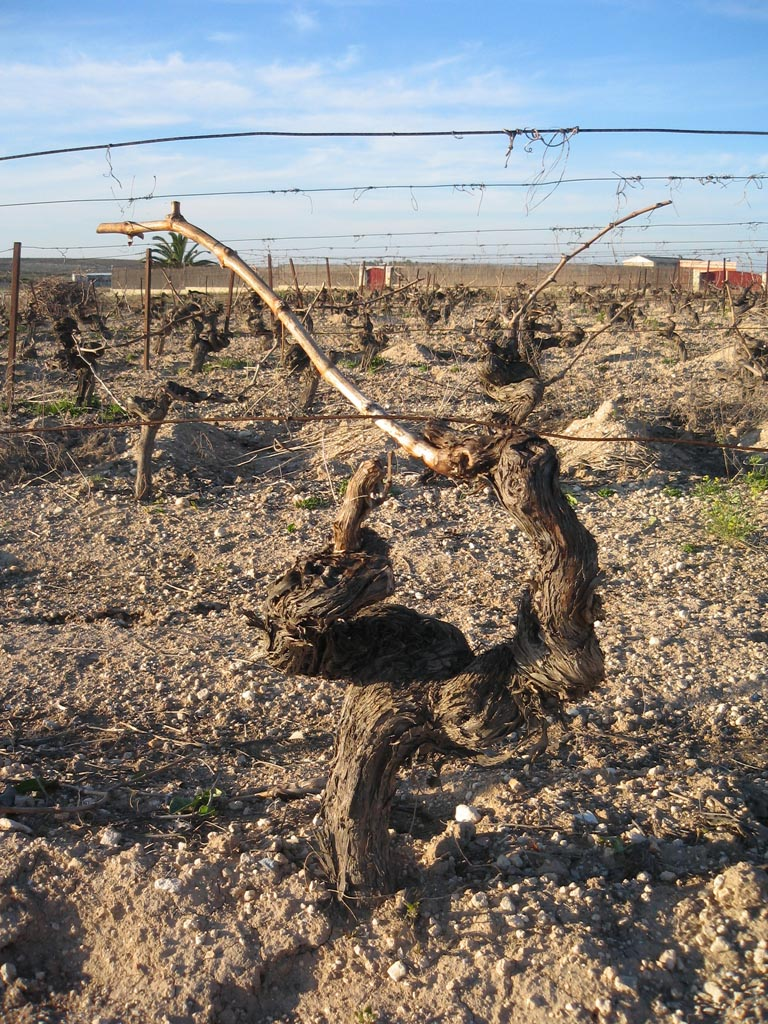
Alberelli a potatura mista, con capi a frutto di 7-8 gemme (Andalusia, Spagna)

Caratteristica comune di questi sistemi è la presenza contemporanea di speroni e capi a frutto. I primi, tagliati corti, a 2-3 gemme, hanno la funzione di produrre i tralci da cui saranno selezionati i capi a frutto nella stagione successiva. I capi a frutto, che spesso assumono denominazioni tipiche secondo gli usi locali (es. stocco, archetto, partuto, rancinante, carriadroxia), hanno lo scopo di produrre i grappoli nella stagione in corso. A tale scopo si usano ad esempio le denominazioni rancinante e carriadroxia, che fanno riferimento alla produzione "caricata" su questo tralcio. L'adozione di questo sistema è finalizzata a sfruttare i vitigni che fruttificano sui tralci emessi dalle gemme intermedie, avendo gemme basali poco fertili o del tutto sterili. Il capo a frutto è in genere fissato ad un filo di sostegno o ad un tutore morto, oppure raramente lasciato libero. In alcune zone si usa anche piegarlo e intrecciarlo formando un anello (capo acciambellato).
La potatura si esegue tagliando a sperone il capo a frutto della stagione precedente e lasciando come capo a frutto il tralcio più vigoroso emesso dallo sperone della stagione precedente.
Alcune varianti di alberelli a potatura mista sono le seguenti:
- Alberello alcamese: diffuso nella Sicilia occidentale è composto da un ceppo terminante con una sola branca che porta uno sperone e un capo a frutto acciambellato. Una particolare variante dell'alcamese consiste nell'assenza dello sperone e che, pertanto, va classificata a rigore fra i sistemi a potatura lunga (praticamente non concepiti nell'alberello); in questo caso si destina come capo a frutto della stagione successiva uno dei tralci emessi dalle gemme basali, in genere privi di grappoli.
- Alberello marsalese: è riconducibile al sistema a vaso del tipo a potatura corta, con 3-5 branche, di cui, i tralci di una o due vengono potati lunghi, con 6-10 gemme. Con questo sistema si usano singolari metodi di legatura che permettono di evitare il ricorso ai fili o ai tutori di sostegno.

In Sardegna, l'alberello a potatura mista non ha particolari denominazioni, ma è stato ampiamente sfruttato per l'allevamento del Nuragus, un vitigno ad uva bianca, particolarmente diffuso nel centro-sud dell'isola. Questo vitigno, dotato di elevata potenzialità produttiva, fruttifica sui tralci emessi dalle gemme intermedie. Il numero di gemme lasciate sulla carriadroxia era impostato sulle condizioni di fertilità e del terreno: il capo a frutto era tagliato a poche gemme (4-5) nei terreni poveri e siccitosi, mentre subiva un taglio più lungo nei terreni fertili e profondi. Il sistema di allevamento del Nuragus ad alberello, tuttavia, ha ora un'importanza del tutto marginale in quanto il vitigno si presta meglio, in termini sia di qualità (acidità fissa del vino) sia di quantità, per essere allevato in irriguo e con sistemi a controspalliera (Guyot).

### L'alberello nella viticoltura moderna
L'alberello è concepito per adattare la vite a condizioni ambientali difficili, ma presenta un limite fisiologico nella produzione: il relativamente basso numero di gemme (riferito all'unità di superficie) e il modesto sviluppo della vegetazione, se da un lato permettono di sfruttare in modo ottimale le limitate risorse idriche, in condizioni di siccità, o la limitata fertilità dei terreni in aree marginali di collina, costituiscono un fattore limitante nei suoli a più alta vocazione agronomica e in irriguo. In confronto agli attuali sistemi a controspalliera, come il cordone speronato e il Guyot, l'alberello offre rese quantitative molto più basse.
L'altro limite intrinseco dell'alberello è che trae pochi benefici dall'introduzione della meccanizzazione, in quanto l'ampliamento dei sesti di impianto riduce ulteriormente la potenzialità produttiva del vigneto ad alberello, solo in parte compensata dall'aumento del numero di gemme per ceppo.
La contrazione delle superfici vitate, con l'abbandono soprattutto delle aree marginali e dei vigneti a conduzione familiare, l'avvento della viticoltura specializzata, il crescente ricorso all'irrigazione anche in questo comparto agricolo, l'introduzione della meccanizzazione e il crescente impiego di capitale sono, nel complesso, fattori che hanno determinato il declino di questa storica forma di allevamento. Anche in condizioni di aridocoltura, nei moderni impianti, si preferiscono soprattutto i sistemi a cordone speronato, in grado di adattarsi meglio alle esigenze di una viticoltura orientata al mercato.
L'alberello resta tuttavia una forma di allevamento adatta alle condizioni estreme o per esaltare specifiche doti di qualità del vitigno. A prescindere dai vecchi vigneti, ancora esistenti, l'alberello è, ad esempio, una forma di allevamento adatta fronteggiare l'azione negativa dello scirocco in alcune lande della Sicilia, oppure per esaltare le doti di qualità dello Zibibbo di Pantelleria, coltivato sui suoli aridi e dell'isola battuti dallo scirocco, della Malvasia di Bosa, coltivata sui tufi trachitici poveri e siccitosi della Planargia, del Cannonau, vitigno che offre le sue migliori prestazioni qualitative sui suoli sabbiosi silicei dell'Ogliastra e di altre regioni della Sardegna come la Romangia nei paesi di Sorso e Sennori dove viene coltivato sul calcare, notoriamente poveri e siccitosi.

### L'Alberello Pantesco
Il 26 novembre 2014 a Parigi l'UNESCO ha dichiarato la "Pratica agricola della coltivazione della vite ad alberello, tipica dell'isola di Pantelleria", patrimonio dell'umanità. Si tratta della prima pratica agricola al mondo ad ottenere questo prestigioso riconoscimento.

## L'alberello in giardinaggio

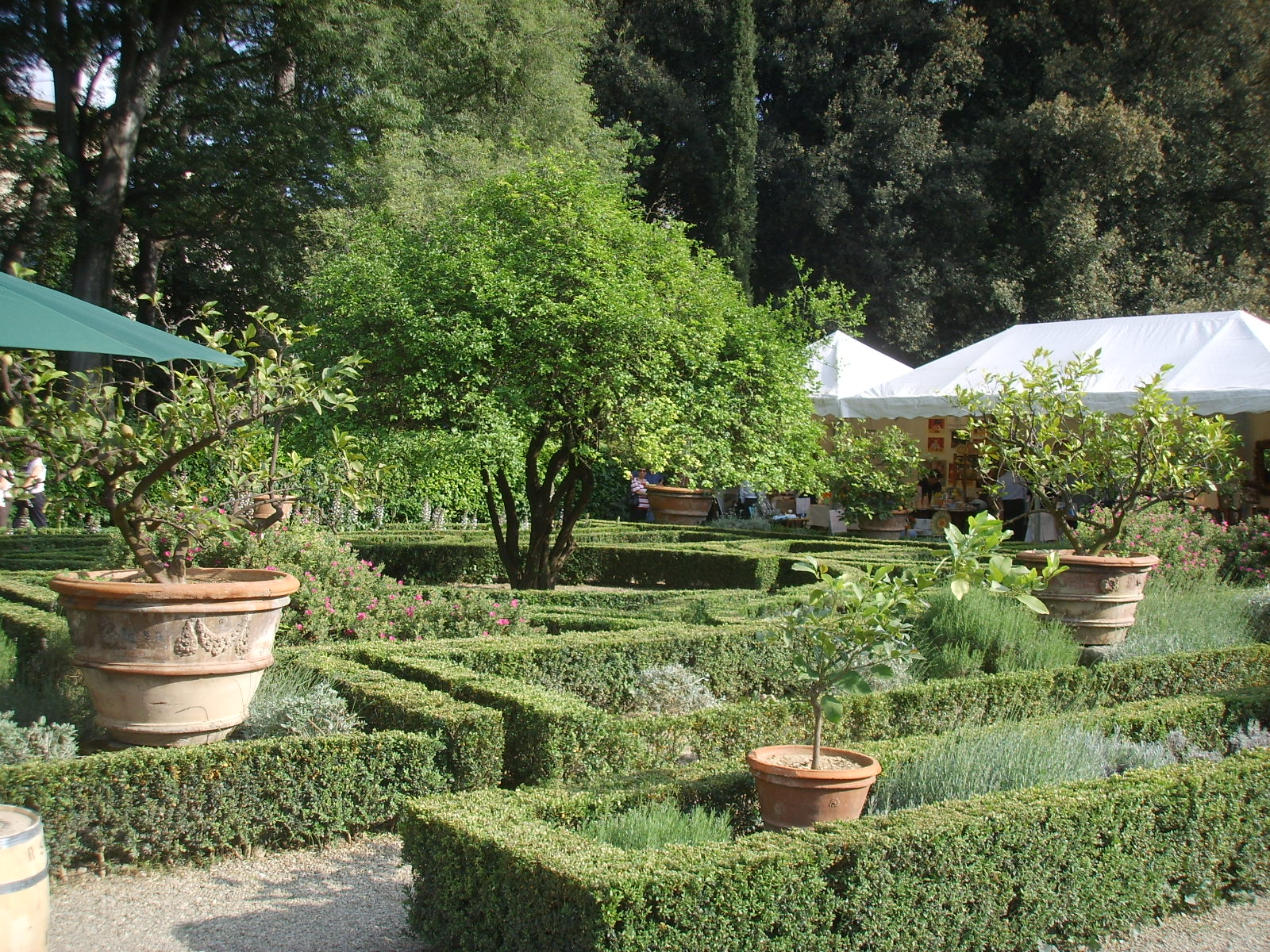
Aiuola con alberello

In giardinaggio è chiamato genericamente alberello una qualsiasi forma di allevamento che prevede lo sviluppo di un tronco, di vario sviluppo in altezza, secondo la specie, terminante con un certo numero di branche corte da cui si sviluppa la vegetazione, annualmente rinnovata con una potatura corta o a capitozza.
Le finalità di questa forma di allevamento cambiano secondo la specie, ma in generale si identificano con la ricerca estetica di una particolare forma, più o meno geometrica, della chioma oppure nell'esaltare sotto l'aspetto estetico le proprietà della fioritura specifiche dell'essenza ornamentale, come avviene, ad esempio, per alcuni ibridi di rosa.